# Ielovka (Briansk)
|  | Per a altres significats, vegeu «Ielovka». |

Ielovka (en rus: Еловка) és un poble (un possiólok) de l'óblast de Briansk, a Rússia, segons el cens del 2012 tenia 63 habitants. Pertany al districte de Zlinka.